# Læreruddannelsen i Silkeborg
Læreruddannelsen i Silkeborg – VIA University College, tidligere Silkeborg Seminarium, er et dansk lærerseminarium, der er beliggende i Silkeborg. Seminariet var oprindeligt en selvstændig institution, men er fra 2008 en del af Via University College. 
Seminariet blev grundlagt i 1886 og var beliggende på Skoletorvet. J.P.M. Vinther var forstander fra 1890 til 1933. Herefter blev Herluf Jensen skolens forstander frem til sin død i 1958. I 1958 omdannedes seminariet til en selvejende institution under ledelse af rektor Sigurd Skyum. Fra 1978  var Knud Erik Bang rektor.
Fra 1894 til 1961 var seminariet beliggende på Skolegade, hvorefter det flyttede til Nattergalevej.
Fra 1986 var det byens eneste seminarium, idet Th. Langs Seminarium blev nedlagt.
Seminariet blev i 2002 en del af CVU Midt-Vest, der i 2008 blev fusioneret med en række andre uddannelsesinstitutioner til VIA University College. Uddannelsen er stadig beliggende på Nattergalvej, hvor også VIA's sygeplejerskeuddannelse er placeret.